# Hòa bình Mỹ
Hòa bình của Mỹ (hay Hòa bình của người Mỹ) là một thuật ngữ chính trị, từ nguyên là Pax Americana (tiếng Latin) được sử dụng phổ biến trong lĩnh vực chính trị và quan hệ quốc tế tại các nước nói tiếng Anh, trong tiếng Anh có nghĩa là "American Peace" (dịch sang tiếng Việt: "Hòa bình của người Mỹ)").
Thuật ngữ Hòa bình của Mỹ được sử dụng cho Hoa Kỳ từ sau Thế chiến II trong bối cảnh các cường quốc châu Âu và Nhật Bản suy yếu sau chiến tranh, Hoa Kỳ đã nổi lên trở thành một quyền lực toàn cầu. Cán cân quyền lực quốc tế thay đổi trong tương quan vị trí quân sự và kinh tế của Hoa Kỳ so với phần còn lại của thế giới. Kế hoạch Marshall, Hoa Kỳ đã chi 13 tỷ đô la để xây dựng lại nền kinh tế Tây Âu, điều này đã được xem là sự khởi đầu của Pax Americana.

## Nền tảng
Thuật ngữ này được sử dụng dựa theo Pax Romana, Pax Mongolica và Pax Britannica, chỉ những thời kỳ hòa bình của đế quốc La Mã, đế quốc Mông Cổ và đế quốc Anh trước đó. Khái niệm hòa bình này là ẩn ý về sự ưu thắng vượt trội của các nước đế quốc, giai đoạn bá quyền thế giới của họ không có hoặc ít đối thủ cạnh tranh.
Trường hợp sử dụng đầu tiên là Pax Romana, thuật ngữ này được đưa ra bởi một chính khách một triết gia La Mã là Seneca the Younger vào năm 55 SCN.
Trường hợp sử dụng trước khi Pax Americana được áp dụng là của đế quốc Anh thuật ngữ Pax Britannica, được sử dụng để mô tả gần 100 năm (1815 - 1914) hòa bình tương đối của đế quốc Anh. Được tính từ khi Anh chiến thắng Đế chế Pháp đến trước Thế chiến I. Trong giai đoạn này, nước Anh là không có đối thủ thách thức trên thế giới, kể từ khi Napoleon bại trận đến thời điểm trước khi Đế quốc Đức phát động Thế chiến I, nước Anh đã mở rộng thuộc địa đến mức cực đại và phát triển mạnh mẽ trong giai đoạn công nghiệp. Pax Britannica là thời kỳ đế quốc Anh mạnh mẽ hơn bao giờ hết. Về sau, các học giả cố gán ghép thuật ngữ có gốc Latin này cho nhiều trường hợp bá quyền trong lịch sử.